# ستيفن بيهان
ستيفن بيهان (بالإنجليزية: Stephen Behan)‏ هو نقَّاش ‏ أيرلندي، ولد في 26 ديسمبر 1891 في دبلن في جمهورية أيرلندا، وتوفي بنفس المكان في 1967.